# Heiko Herrlich
Heiko Herrlich (Mannheim, 3 dicembre 1971) è un allenatore di calcio ed ex calciatore tedesco, di ruolo attaccante.

## Carriera
Herrlich militò nelle file di Bayer Leverkusen, Borussia Mönchengladbach e Borussia Dortmund, totalizzando 258 presenze e 76 reti in Bundesliga.
Nel 1995 giocò 5 partite con la Nazionale di calcio della Germania e realizzò una rete.
Nel medesimo anno fu protagonista di uno scandalo della Bundesliga: dopo aver dichiarato di volere lasciare il Borussia Mönchengladbach cominciò a disertare gli allenamenti della squadra, preferendo allenarsi con il Fortuna Colonia. Alla fine il calciatore venne venduto al Borussia Dortmund, la squadra cui intendeva approdare, per 11 milioni di marchi.
Nel 2000 gli fu diagnosticato un tumore al cervello, annunciato dal Borussia Dortmund alla Borsa di Francoforte, che sconfisse dopo qualche anno. Alla fine della stagione 2003-2004, ritiratosi dall'attività agonistica, cominciò la carriera di allenatore con la Nazionale di calcio tedesca Under-17.
Nell'ottobre 2009 ha assunto la guida del Bochum in Bundesliga non riuscendo ad evitare la retrocessione.
Poi ha guidato l'Unteraching in 3. Liga, l'Under-17 del Bayern Monaco e, sempre in 3. Liga, lo Jahn Ratisbona, con cui ha ottenuto la promozione in 2 Bundesliga.
Il 12 giugno 2017 viene ingaggiato alla guida del Bayer Leverkusen, tornando così nel massimo campionato tedesco.
Il 10 marzo 2020 subentra a Martin Schmidt sulla panchina del Fußball-Club Augsburg 1907 e sottoscrive con la squadra tedesca un contratto biennale. Il 26 aprile 2021 viene sollevato dall'incarico e sostituito da Markus Weinzierl.

## Palmarès

### Giocatore

#### Club

##### Competizioni nazionali
- Campionato tedesco: 2

Borussia Dortmund: 1995-1996, 2001-2002
- Coppa di Germania: 2

Bayer Leverkusen: 1992-1993
Borussia Mönchengladbach: 1994-1995

##### Competizioni internazionali
- Coppa dei Campioni: 1

Borussia Dortmund: 1996-1997
- Coppa Intercontinentale: 1

Borussia Dortmund: 1997

#### Individuale
- Capocannoniere della Bundesliga: 1

1994-1995 (20 gol, a pari merito con Mario Basler)
- Capocannoniere della DFB-Pokal: 1

1994-1995 (6 gol)

## Statistiche

### Cronologia presenze e reti in nazionale
| Cronologia completa delle presenze e delle reti in nazionale ― Germania | Cronologia completa delle presenze e delle reti in nazionale ― Germania | Cronologia completa delle presenze e delle reti in nazionale ― Germania | Cronologia completa delle presenze e delle reti in nazionale ― Germania | Cronologia completa delle presenze e delle reti in nazionale ― Germania | Cronologia completa delle presenze e delle reti in nazionale ― Germania | Cronologia completa delle presenze e delle reti in nazionale ― Germania | Cronologia completa delle presenze e delle reti in nazionale ― Germania |
| Data                                                                    | Città                                                                   | In casa                                                                 | Risultato                                                               | Ospiti                                                                  | Competizione                                                            | Reti                                                                    | Note                                                                    |
| ----------------------------------------------------------------------- | ----------------------------------------------------------------------- | ----------------------------------------------------------------------- | ----------------------------------------------------------------------- | ----------------------------------------------------------------------- | ----------------------------------------------------------------------- | ----------------------------------------------------------------------- | ----------------------------------------------------------------------- |
| 29-3-1995                                                               | Tbilisi                                                                 | Georgia                                                                 | 0 – 2                                                                   | Germania                                                                | Qual. Euro 1996                                                         | -                                                                       |                                                                         |
| 26-4-1995                                                               | Düsseldorf                                                              | Germania                                                                | 1 – 1                                                                   | Galles                                                                  | Qual. Euro 1996                                                         | 1                                                                       |                                                                         |
| 7-6-1995                                                                | Sofia                                                                   | Bulgaria                                                                | 3 – 2                                                                   | Germania                                                                | Qual. Euro 1996                                                         | -                                                                       | 2’                                                                      |
| 8-10-1995                                                               | Leverkusen                                                              | Germania                                                                | 6 – 1                                                                   | Moldavia                                                                | Qual. Euro 1996                                                         | -                                                                       | 63’                                                                     |
| 11-10-1995                                                              | Cardiff                                                                 | Galles                                                                  | 1 – 2                                                                   | Germania                                                                | Qual. Euro 1996                                                         | -                                                                       | 72’                                                                     |
| Totale                                                                  |                                                                         | Presenze                                                                | 5                                                                       |                                                                         | Reti                                                                    | 1                                                                       |                                                                         |